# 1709

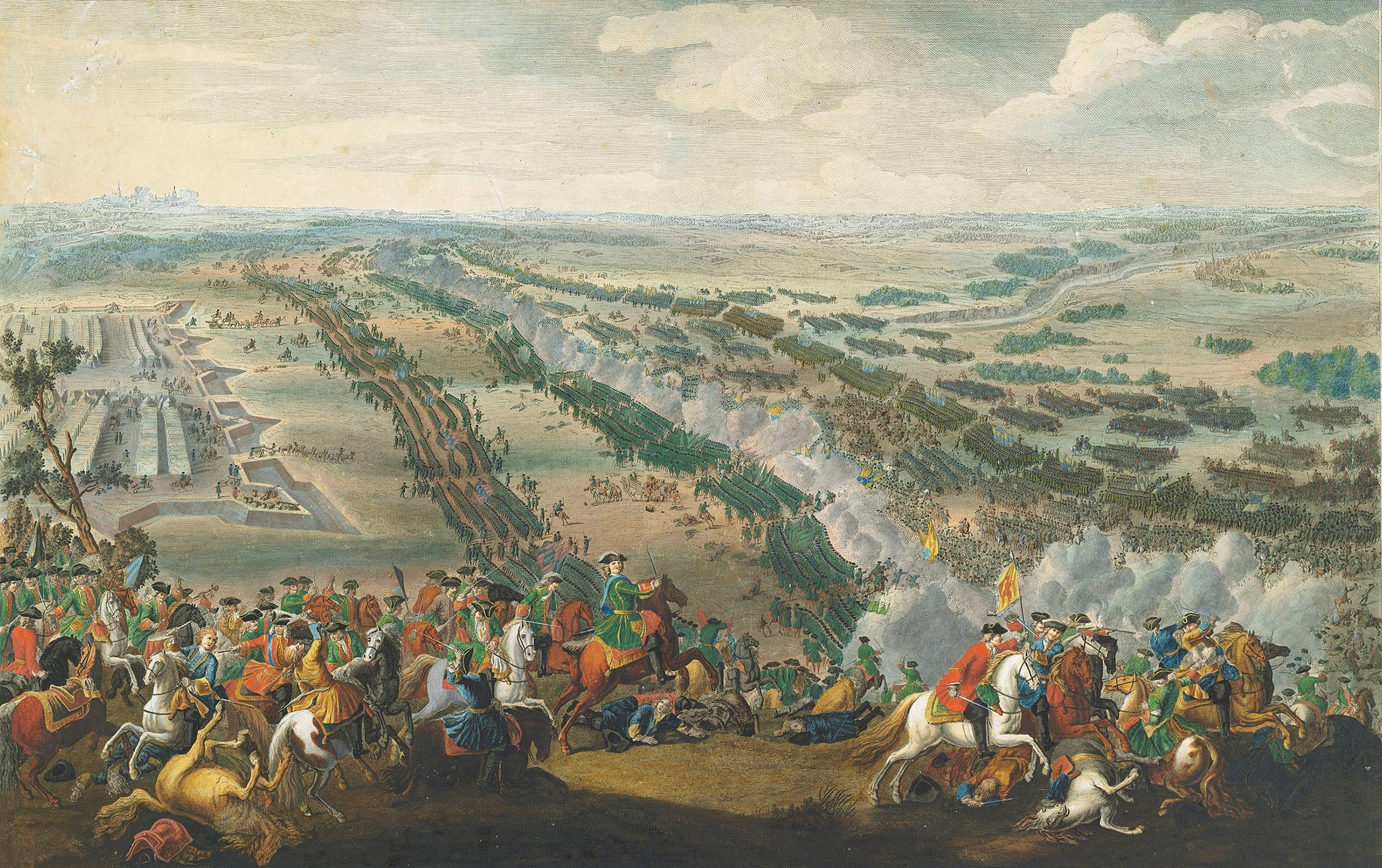
Slag bij Poltava

Het jaar 1709 is het 9e jaar in de 18e eeuw volgens de christelijke jaartelling.

## Gebeurtenissen
januari
- 15 - Johann Friedrich Böttger presenteert aan keurvorst August de Sterke van Saksen de eerste producten van Meissner porselein.

februari
- 2 - De Schotse zeeman Alexander Selkirk wordt na vierenhalf jaar gered van een onbewoond eiland in de Juan Fernández-archipel. Zijn verhaal vormt de basis van het boek Robinson Crusoe van Daniel Defoe.

april
- 26 -De stadhouder van Friesland en Groningen Johan Willem Friso trouwt te Kassel met Maria Louise van Hessen-Kassel.

juli
- 8 - In de Slag bij Poltava brengen de Russen onder Peter de Grote de opmars van koning Karel XII van Zweden tot staan. De Zweedse vorst vlucht naar Turkije. In de nasleep keert

Frederik August II van Saksen met Russische steun terug op de Poolse troon. Het Pools-Litouwse Gemenebest komt onder Russische invloed.
- 13 - Johann Maria Farina begint met de productie van Keuls water.

zonder datum
- De winter van 1708-1709 is in Europa een van de koudste van de 18e eeuw, mogelijk de koudste van het tweede millennium.

## Muziek
- De Oostenrijkse componist Benedikt Anton Aufschnaiter schrijft zijn Memnon sacer ab oriente, Opus 5
- De Franse componist Marin Marais schrijft de opera Semele
- Georg Philipp Telemann schrijft de opera Mario

## Bouwkunst

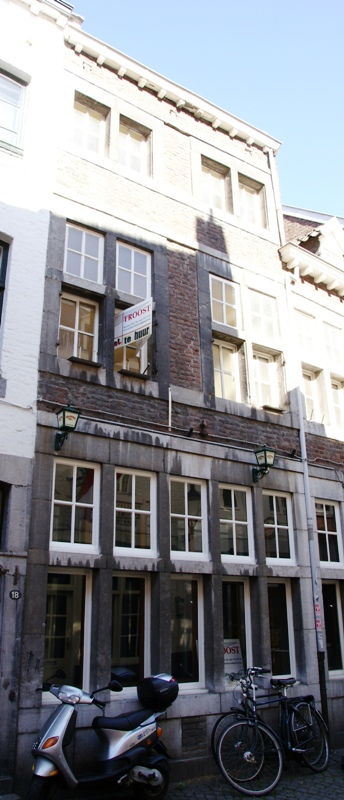
Woonhuis, Maastricht (1709)

## Geboren
januari
- 17 - George Lyttelton, Engels politicus en schrijver (overleden 1773)

februari
- 24 - Jacques de Vaucanson, Frans uitvinder van de robot (overleden 1782)

mei
- 28 - Sophia Polyxena Concordia van Sayn-Wittgenstein-Hohenstein, vorstin van Nassau-Siegen (overleden 1781)

oktober
- 28 - Jan Wagenaar, Nederlands geschiedschrijver (overleden 1773)

november
- 25 - Franz Benda, Boheems violist en componist (overleden 1786)

## Overleden
februari
- 8 - Giuseppe Torelli (50), Italiaans componist

juli
- 17 - Pascal Colasse (60), Frans componist

oktober
- 9 - Barbara Palmer (69), minnares van koning Karel II van Engeland